# 토리노-밀라노 철도
토리노-밀라노 철도(Turin–Milan railway)는 이탈리아의 토리노와 밀라노를 연결하는 주요 철도이다. 철도는 복선, 표준궤이며 3kV DC에서 완전히 전철화된다. 이 철도 노선은 세티모 토리네세, 키바소, 산티아, 베르첼리, 노바라, 마젠타 및 로의 도시를 연결한다. 2006년 2월부터 토리노와 노바라 사이의 토리노-밀라노 고속철도에 고속 열차가 운행되었다. 노바라와 밀라노 사이의 나머지 고속선은 2009년 12월에 개통되었다. 볼로냐-플로렌스 고속선과 로마-나폴리 고속철도 및 나폴리-살레르노 고속선의 나머지 구간이 개통되어 토리노- 살레르노 간 고속 네트워크가 완성된다. 좋은 물건.

## 역사
이 노선은 비토리오 에마누엘레 협회(당시 피에몬테와 사르데냐의 왕 비토리오 에마누엘레 2세의 이름을 따서 명명된 “빅토르 엠마누엘 회사”)와 계약 하에 토마스 브라시에 의해 건설되었으며, 1856년 10월 20일 토리노과 노바라 사이에 개통되었다. 1858년 10월 18일 피에몬테와 롬바르디아 왕국-베네티아 왕국 (당시 오스트리아 제국의 일부) 사이의 경계를 형성한 티치노강까지 연장되었다. 마젠타의 밀라노에서 기존 철도를 연결하는 강 위의 다리가 1859년 6월 1일에 개통되었다.
3일 후 나폴레옹 3세가 이끄는 프랑스-사르디니아 군대는 새로운 철도가 가져온 보급품의 도움으로 마젠타 전투에서 오스트리아군을 물리쳤다. 이것은 이탈리아 통일의 중요한 단계였다.
이 노선은 1865년부터 이탈리아 북부 철도 협회의 일부로, 1885년에는 지중해 철도 회사의 일부를 형성했다.

### 20세기

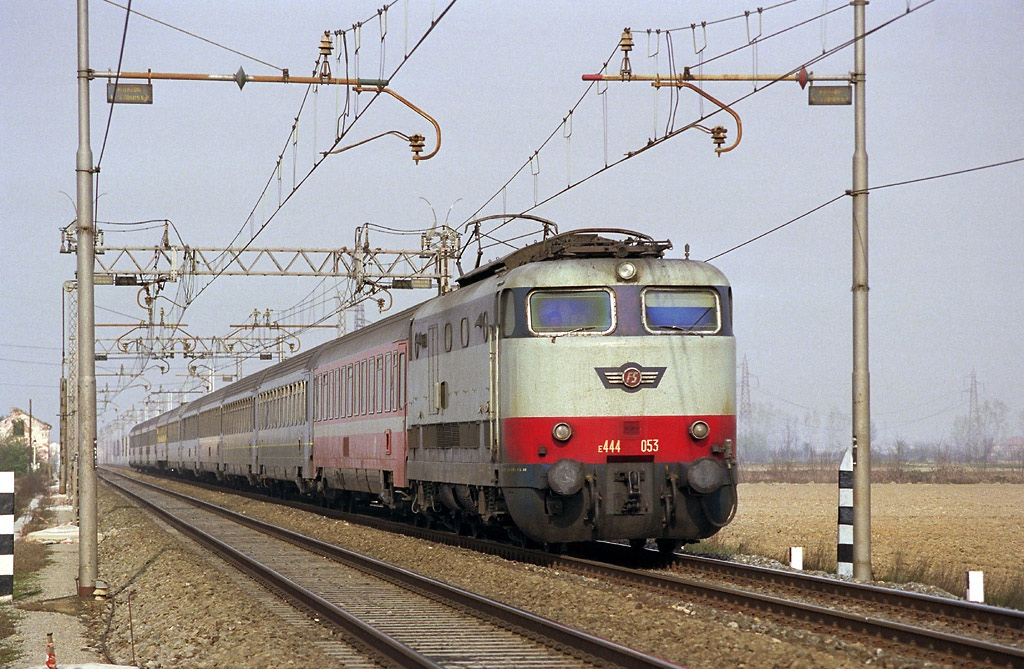
포차나의 인터시티 차량

철도의 국유화에 따라 이 노선은 국영 네트워크에 통합되었으며 1905년에서 1906년 사이에 페로비에 델로 스타토가 운영을 인수했다.
2차 세계 대전 중에 노선은 심하게 손상되었다. 1951년에 일부 부분에서 일시적이기는 하지만 작동이 복원되었다.
노바라에서 로까지의 간선은 1960년 5월 시간표 변경으로 인해 전철화되었다. 토리노에서 노바라까지의 누락된 구간은 이듬해에 전철화되어 이탈리아 통일 100주년을 기념하여, 귀세페 스파타로 교통부 장관의 입회 하에 6월 4일에 개통되었다.
2000년대 초에 라인 관리는 레테 페로비아리아 이탈리아나로 넘어갔다.

## 특징
이 노선은 3,000V DC에서 전기가 통하는 복선이며, 길이가 153km인 표준궤이다. 인프라 관리자인 RFI는 이를 ‘기본 노선’으로 분류한다.
이 노선에는 세티모, 키바소, 산티아, 베르첼리 및 노바라의 5개 교차로 역이 있다. 노선은 다음과 같이 분기된다:
- 세티모에서 카나베세 다리까지
- 키바소에서 이브레아/아오스타, 아스티 및 알레산드리아까지
- 산티아에서 아로나와 비엘라까지
- 베르첼리에서 카살레 및 파비아까지
- 노바라에서 비엘라, 알레산드리아 / 아로나, 도모도솔라 및 바랄로 세시아까지

철도 노선은 다음과 같이 평행하다. 토리노 스투라, 세티모, 비앙제, 노바라, 로 피에라 등 여러 지점에서 연결되는 토리노-밀라노 고속철도. 열차는 대부분의 노선에서 160km/h의 최고 속도에 도달할 수 있으며, 마젠타와 프레냐나 밀라네세 사이의 제한 속도는 180km/h이다.

## 운행
이 노선은 다양한 회사에서 운영하는 다양한 범주의 화물 및 여객 열차에 사용된다.
트렌이탈리아는 매일 다음 서비스를 운영한다.
- 토리노와 밀라노를 연결하는 20쌍의 고속 지역 열차;
- 노바라 / 베르첼리 – 키바소 – 토리노 / 이브레아 노선의 지역 열차 ;
- 토리노와 밀라노 간 인터시티 서비스 한 쌍 ;
- 토리노과 레조 칼라브리아 사이의 인터시티 나이트 서비스 2쌍.
- 또한 밀라노-토리노- 파리 노선에서는 하루에 6편의 떼제베 서비스가 운행된다.

노바라-밀라노 구간은 트레노르드에서 운영하는 밀라노 교외 철도 서비스의 S6선에서도 사용되며, 키바소-토리노 구간은 트렌이탈리아에서 운영하는 토리노 대도시 철도 서비스의 2호선에서 사용된다.